# Fahler Röhrling

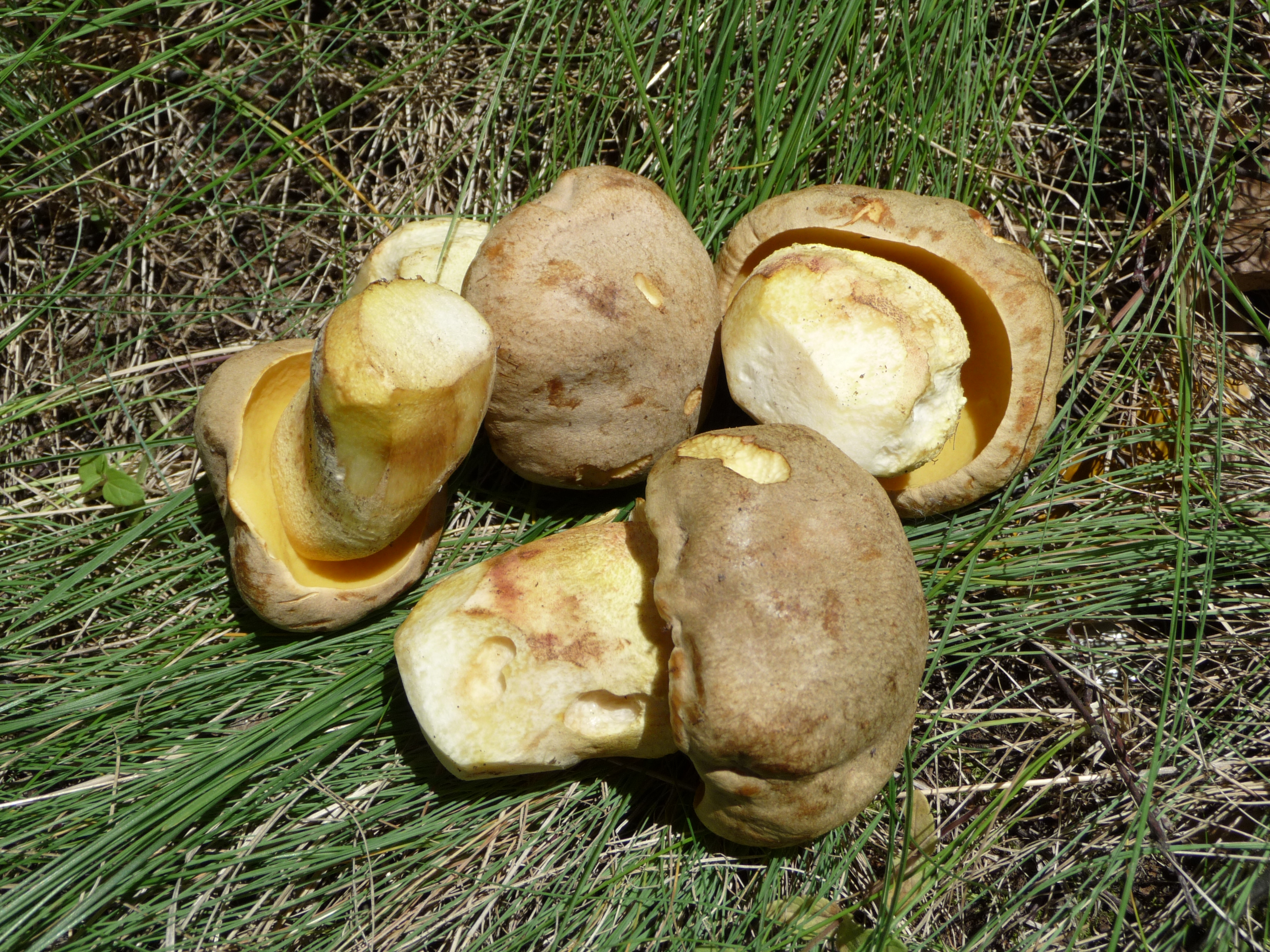
Fahle Röhrlinge aus der Ukraine

Der Fahle Röhrling (Hemileccinum impolitum, Syn.: Boletus impolitus) ist ein seltener, essbarer Ständerpilz aus der Familie der Dickröhrlingsverwandten (Boletaceae). Er wächst unter Eichen (Quercus). Wegen des beim Aufschneiden auftretenden Geruchs wird er im Englischen „iodine bolete“ – deutsch „Iod-Röhrling“ – genannt.

## Merkmale

### Makroskopische Merkmale
Der Hut ist erst halbkugelförmig, aber flacht mit dem Alter ab und ist ausgewachsen manchmal niedergedrückt. Er ist blassbraun, leicht hellbraun oder gelbbraun und anfangs oft mit einem blassen Grau. Der Hutdurchmesser liegt üblicherweise zwischen 5 und 12 cm, kann jedoch bis zu 20 cm erreichen. Die Röhren und Röhrenöffnungen sind blass- oder zitronen- bis goldgelb, wobei die Röhrenöffnungen klein und rund sind und nicht blau anlaufen. Der Röhrenschwamm ist 5–20 mm stark, ausgebuchtet angewachsen und leicht ablösbar. Das Sporenpulver ist olivenartig walnussbraun gefärbt. Der Stiel wird 5–15 cm lang und 2–5 cm breit mit einer bauchigen, an der Basis etwas verdickten Form. Das untere Ende ist zugespitzt und nicht wurzelnd. Er ist (blass-)gelb bis gelbbraun und hat oft einen mehr oder weniger intensiven rötlichen Anflug. Er besitzt kein Stielnetz, weist aber manchmal rötliche Punkte auf. Das Fleisch ist blass gelb und behält aufgeschnitten dieselbe Farbe. Es ist zart, schmeckt mild bis schwach säuerlich und riecht in der Basis sauer, jod- oder karbolähnlich.

### Mikroskopische Merkmale
Die Sporen messen 10–16 × 5–6 Mikrometer.

## Artabgrenzung
Der Wurzelnde Bitter-Röhrling (Boletus radicans) ist sehr ähnlich und kann auch mit Eichen angetroffen werden. Er hat einen helleren Hut, aber seine Röhren verfärben sich bei Verletzung blau. Er ist nicht essbar. Der bittere und nicht essbare Schönfuß-Röhrling (Boletus calopus) hat eine klar erkenntliche Netzstruktur und ist am unteren Teil seines Stiels mehr rot gefärbt.

## Verbreitung, Ökologie und Phänologie
Die Art ist in Europa verbreitet und ist selten und schützenswert. Sie bevorzugt mildes Klima und kommt so hauptsächlich in Südeuropa vor. Sie lebt bevorzugt in kalkigen Böden in Laubwäldern und Parkanlagen, in Mykorrhiza-Gemeinschaft mit Eichen (Quercus), Hainbuchen (Carpinus) oder Rotbuche (Fagus sylvatica) und wurde auch schon unter Kiefern (Pinus) gefunden. Der Pilz bildet hauptsächlich von Juni bis Oktober und in Mitteleuropa teils schon ab Ende Mai einzeln bis gesellig stehende Fruchtkörper aus. In Südengland kommt er nur gelegentlich, nur unter Eichen vor und fruchtet – je nach Wetterbedingungen – in zwei oder drei Wellen von Juni bis September.

## Systematik und Taxonomie
Impolitus ist lateinisch und bedeutet „unpoliert“, „matt“, „ungeschliffen“ oder „unfertig“ und könnte einen Bezug auf das gehämmerte Aussehen einiger Exemplare darstellen.
Die wissenschaftliche Erstbeschreibung entstammt dem 1838 erschienenen Werk „Epicrisis systematis mycologici“ von Elias Magnus Fries, der die Art der Gattung der Dickröhrlinge (Boletus) zuordnete. Aktuelle Untersuchungen ließen zunächst vermuten, dass die Art den eigentlichen Filzröhrlingen (Xerocomus) um die Ziegenlippe (Xerocomus subtomentosus) zuzurechnen ist. Josef Šutara separierte die Art schließlich 2008 zusammen mit dem Gefleckthütigen Röhrling (Boletus depilatus) in die neue Gattung Hemileccinum.

## Bedeutung

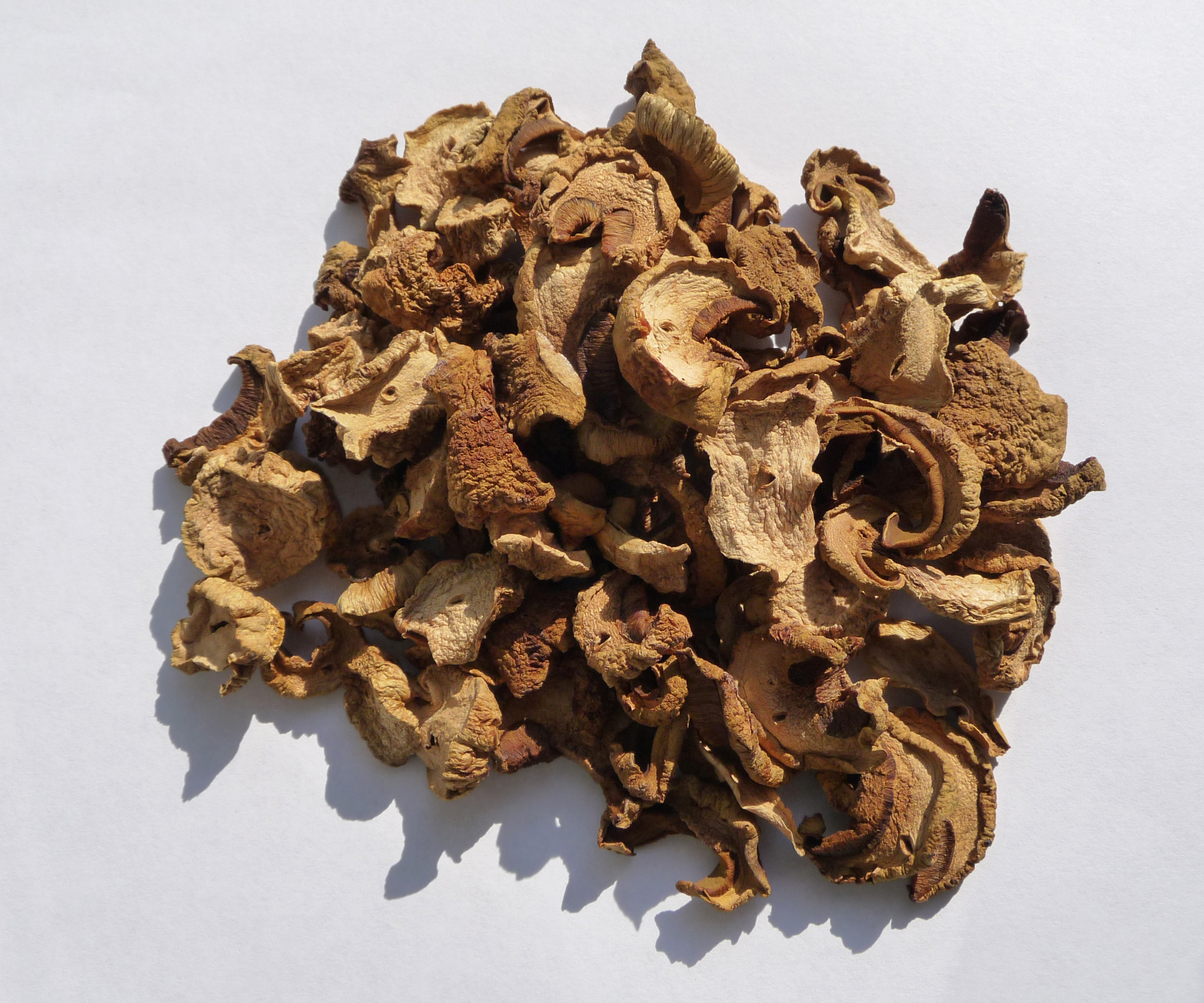
Getrocknete Fruchtkörper

Der Fahle Röhrling ist essbar und mild, sollte aufgrund seiner Seltenheit jedoch im Interesse der Arterhaltung nicht für Speisezwecke gesammelt werden.